# Het bezoek van de winter Stallu

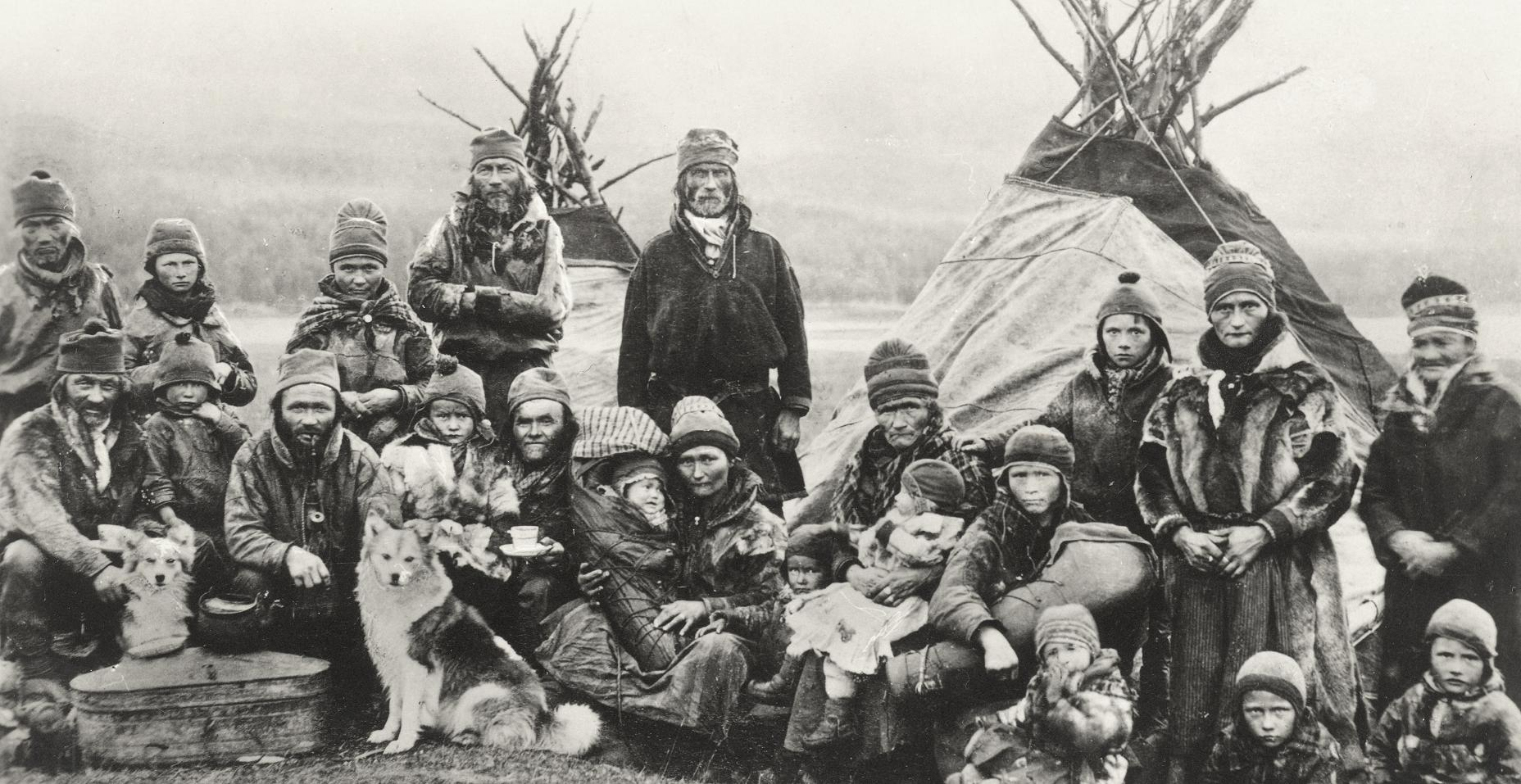
Sami voor twee lavvu's, 1900-1920

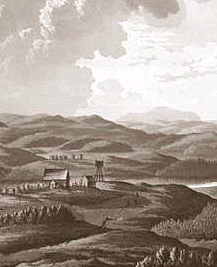
Het dorp Kautokeino, 7 juli 1799

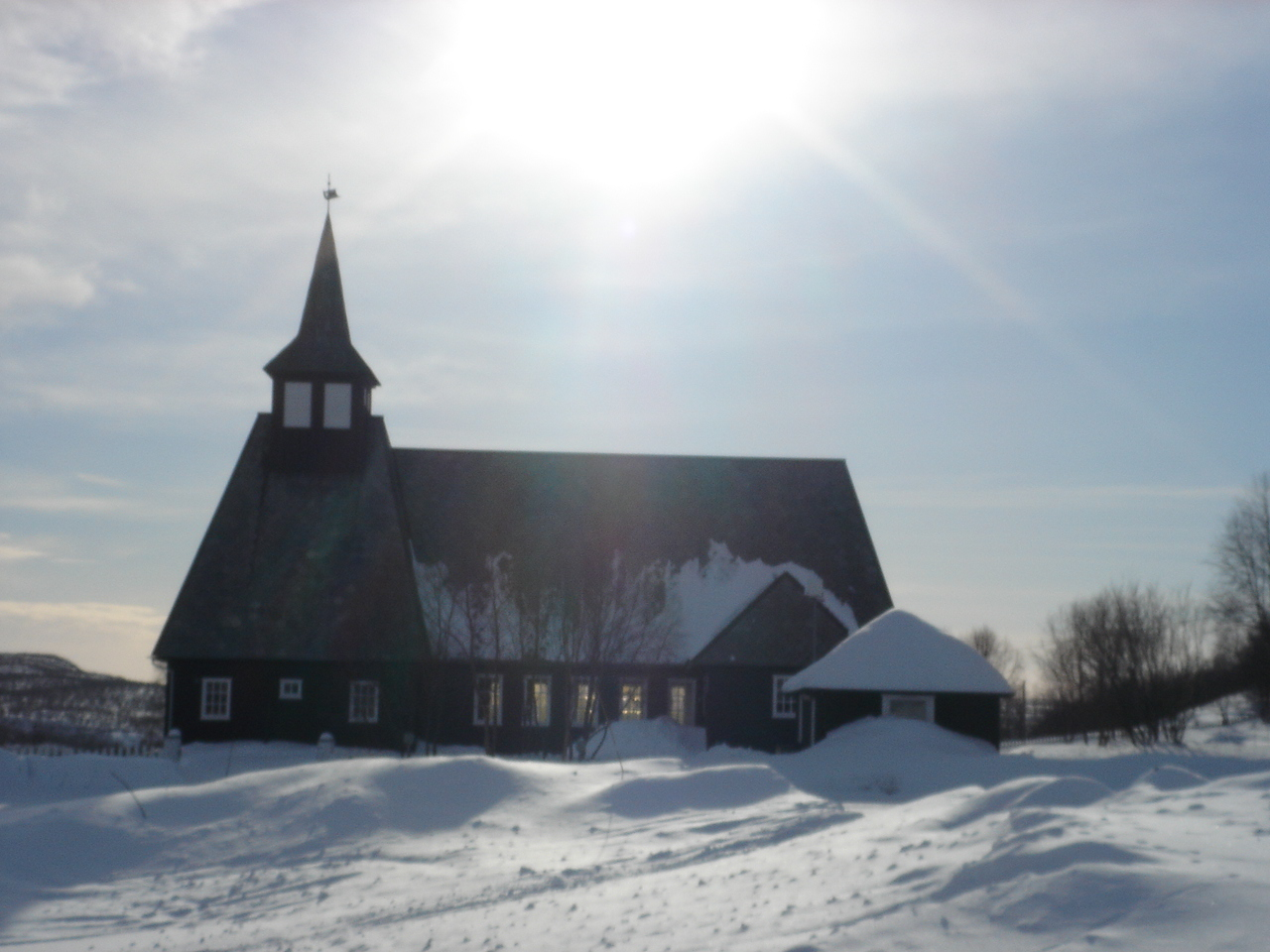
De kerk in Kautokeino

Het bezoek van de winter Stallu is een van de titels die gegeven wordt aan een volksverhaal van de Sami.

## Het verhaal
In het noordelijkste deel van Europa zijn de winters koud en duister. De Sami leefden in tenten die ze lavvus noemden. Ze volgen de rendierkuddes op hun routes over het land. Op de berg Durkkihanvarri is een kamp te zien, maar alles is in steen veranderd.
Een grote Samische familie wil de kerk bezoeken in het dorp Kautokeino, de kinderen moeten in het kamp blijven. Een meisje zal op hen passen tijdens de week dat de volwassenen op reis zijn. De kortste dag komt al snel, maar de kinderen vergeten zich aan de regels te houden nu de volwassenen niet op hen letten. Ze spelen met pannen en kleding en maken een rendier angstig met hun spel.
Het meisje probeert hen tegen te houden en waarschuwt voor een vreselijke straf. De kinderen luisteren niet en besluiten een rendier te slachten. Alle kinderen zijn het eens met dit vreselijke plan en ze steken het dier dood. Het meisje bereidt het eten in de lavvu en is blij dat het eindelijk rustig is, ze heeft geen idee wat de kinderen doen.
’s Nachts hoort het meisje een Stallu lopen, ze is in haar jeugd al gewaarschuwd voor de vreselijke reus die ondeugende kinderen eet. Ze besluit de slapende kinderen te verstoppen onder houtblokken en dekens. Zelf verstopt ze zichzelf aan de rand van het bos.
De Stallu heeft de gedaante van de maan aangenomen en komt rustig naar beneden. Hij landt op een stapel brandhout en komt neer op een laagje as. Hij gaat naar de vuurplaats in de lavvu en steekt het vuur aan, waarna hij de kinderen zoekt. Hij vindt alle kinderen en gooit ze in de pot.
Het meisje ziet een vuur branden en denkt dat de volwassenen terug zijn gekomen. Ze rent naar de lavvu en ziet dat de Stallu net gegeten heeft. Ze vertelt dat ze vuur kwam halen en de Stallu laat haar ontsnappen. Het meisje besluit de anderen te waarschuwen en rijdt met het sterkste mannelijke rendier naar de kerk. De Stallu achtervolgt haar en wacht haar op in een boom.
Het meisje trekt een sjaal over haar hoofd en de Stallu grijpt deze, het meisje kan nipt ontkomen. Bij de rivier in Kautokeino valt haar rendier dood neer en verandert in steen. Ze rent verder en waarschuwt haar familie en vrienden. De mensen geloven haar niet en gaan naar het kamp. Een man kijkt in de tent en ziet de Stallu zitten, waarna hij de tent in getrokken wordt.
Alle mensen worden naar binnen gesleurd en de rendieren en tenten veranderen in steen. Alleen het meisje ontsnapte aan de Stallu, want ze ging nooit terug naar deze vreselijke plek.

## Achtergronden
- De mythologische Stallu kan verschillende vormen aannemen, zie metamorfose.
- In volksverhalen veranderen mensen en dieren vaker in steen, zoals in De twee gebroeders, De trouwe Johannes en De goudkinderen.
- Er zijn vele reusachtige menseneters, zoals bijvoorbeeld de oger.
- Ook in De wolf en de zeven geitjes moeten de kinderen zich verstoppen voor een monster (de wolf) als ze alleen thuis zijn.